# Vatnsfirðingar
Vatnsfirðingar (Vatnsfirdhingar) era un clan familiar que controlaba la Islandia medieval durante el periodo de la Mancomunidad Islandesa, en el siglo XII. Su influencia era notable en Ísafjörður. El clan dio nombre a la región de Vatnsfjörður cuyo origen se remonta a la colonización vikinga en los tiempos de Snæbjörn Eyvindsson. Otros de sus principales caudillos fueron Snorri Þórðarson (m. 1194), y Þorvaldur Snorrason Vatnsfirðingur (m. 1228). Según Hrafns saga Sveinbjarnarsonar Þorvaldur es responsable de la muerte de Hrafn Sveinbjarnarson en 1213. Los hijos de Hrafn se vengaron quemando la hacienda de Gillastaðir en Króksfjörður con ayuda de Sturla Sighvatsson en 1228. Los hijos de Þorvaldur trataron de vengarle en Sauðafellsför, pero Sturla los evitó y acabó matándoles también el 8 de marzo de 1232.

## Saga Eyrbyggja
Según la saga Eyrbyggja, la estirpe de los Vatnsfirðingar tiene su origen en Ásgeir Knáttarsson (n. 990) y su matrimonio con Þorbjörg Ólafsdóttir (n. 955), una hija de Ólafur pái Höskuldsson. Fruto de esa relación nace Kjartan Ásgeirsson (n. 1015), bisabuelo de Snorri Þórðarson.